# Le Sport (quotidien)
Pour les articles homonymes, voir Le Sport.
 (mai 2014).
Si vous disposez d'ouvrages ou d'articles de référence ou si vous connaissez des sites web de qualité traitant du thème abordé ici, merci de compléter l'article en donnant les références utiles à sa vérifiabilité et en les liant à la section « Notes et références ».
Le Sport était un quotidien puis un hebdomadaire sportif français créé le 12 septembre 1987.
Ce quotidien sportif édité à Paris fut lancé par Xavier Couture, Jérôme Bureau, René Tezé, et Patrick Blain afin de concurrencer le journal L'Équipe.
Parmi les 80 journalistes qui se sont lancés dans cette aventure, on retrouve notamment trois transfuges de L’Équipe d'alors : Didier Braun, Gérard Ejnés et Eric Maîtrot. Les deux premiers travaillent de nouveau pour L'Équipe, alors que le troisième, après avoir travaillé dans différents autres médias, a été Directeur des Études à l'École Supérieure de Journalisme de Lille (dont il fut lui-même diplômé) et a écrit plusieurs livres.
On retrouve également à la rédaction d'autres journalistes qui sont toujours, aujourd'hui, dans le métier : Elie Barth, Bernard Chenez, Frédérique Galametz, Olivier Margot (L'Equipe) ; Étienne Bonamy (ex-L'Équipe), Claude Askolovitch, Frédéric Couderc (écrivain), Sylain Cypel (Le Monde), Philippe Broussard, Pascal Ceaux (L'Express), Jérôme Bergot, Xavier Delacroix, Eric Horrenberger (Ouest-France), Joël Riveslange (ex-Le Parisien). Ainsi que Jean-Louis Pierrat, qui fut ensuite rédacteur en chef de la rubrique des Sports du Parisien jusqu'à sa disparition en 2005.
Le correspondant régional à Marseille était Pape Diouf, qui fut par la suite président de l'Olympique de Marseille. Le correspondant à Lyon était Olivier Blanc, devenu par la suite chargé de la communication à l'Olympique lyonnais.
Le Sport bouscule L'Équipe, qui propose essentiellement des comptes-rendus sportifs, en mettant en avant un traitement de l'actualité plus proche de ce que font les magazines. Le premier numéro se vend à 290 000 exemplaires. L'Équipe réagit immédiatement, en lançant dès le 12 septembre sa nouvelle formule, avec de la couleur et des illustrations plus nombreuses.
Dès le 29 juin 1988, et après 249 numéros, Le Sport cesse ses parutions quotidiennes : il tirait à 50 000 exemplaires, la moitié de ce qui aurait été nécessaire pour être rentable.
Le titre est relancé sous forme d'hebdomadaire par Entreprendre Robert Lafont le 20 octobre 1989, puis revendu aux Éditions mondiales en mars 1990. En mai 1993, son nouveau propriétaire le fait de nouveau paraître de manière quotidienne durant une courte période. Le titre disparaît en 1994 lors du rachat des Éditions mondiales par Emap France (200e numéro le 11 août 1993). Une nouvelle version est lancée par Lafont Presse, sous forme trimestrielle, le 1er septembre 2008. 
Des trimestriels thématiques, consacrés essentiellement à la Formule 1, aux saisons cyclistes, aux coupes d'Europe et championnats de France de football et au tour de France sortent depuis 1994 et de manière régulière depuis 2008.